# Dáil Éireann

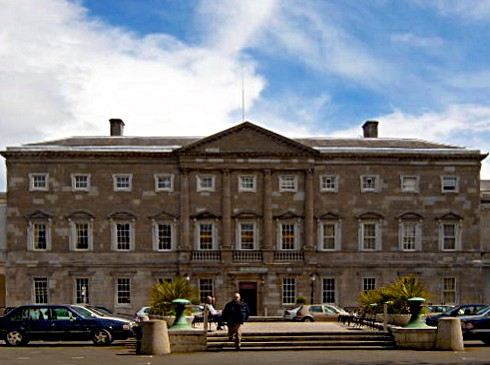
Leinster House, waar de Dáil vergadert

Dáil Éireann (uitgesproken als "dool" of "doil" "eer-rinn") is het lagerhuis van de Oireachtas, het parlement van Ierland. Het houdt zijn vergaderingen sinds 1922 in Leinster House in Dublin.

## Verkiezing
Bij de verkiezingen voor de Dáil hebben Ierse en Britse burgers die 18 jaar of ouder zijn en in de Republiek wonen stemrecht. De verkiezingen worden ten minste eens per vijf jaar gehouden. In de praktijk bepaalt de Taoiseach (de premier) wanneer er verkiezingen zijn door de president te verzoeken de Dáil te ontbinden. In dat geval dienen er binnen dertig dagen verkiezingen plaats te vinden.
Het Ierse kiessysteem is een combinatie van evenredige vertegenwoordiging en een districtenstelsel. Het gehele land is opgedeeld in districten, waarbij per district meerdere kandidaten worden gekozen. Bijzonder aan het systeem is het principe van de simple transferable vote. Dit principe houdt in dat de kiezer op de kieslijst zelf een volgorde aanbrengt. De kandidaat die hem/haar het meeste aanspreekt wordt dan bovenaan gezet, en vervolgens kan worden aangegeven wat de tweede en verdere voorkeur van de kiezer is.
Bij het tellen van de stemmen worden eerst van alle kandidaten het aantal eerste voorkeurstemmen geteld. Als een of meer van de kandidaten voldoende eerste voorkeurstemmen heeft gehaald dan worden zij verkozen verklaard. Meestal zijn dan nog niet alle zetels in het district vergeven. De kandidaat met de minste eerste voorkeurstemmen valt dan af. Zijn stemmen worden dan verdeeld naar de tweede voorkeur die zijn kiezers hadden aangegeven. Zijn er na de tweede telronde nog steeds zetels open dan valt vervolgens de kandidaat af die dan de minste stemmen (eigen eerste voorkeur+tweede voorkeur van de al afgevallen kandidaat) heeft. Dit proces gaat net zo lang door tot alle zetels zijn gevuld.
Een opmerkelijk effect van dit systeem is dat kandidaten van dezelfde partij in de praktijk elkaars grootste concurrenten zijn.

## Samenstelling
De huidige (2020) 33e Dáil heeft 160 leden. Lidmaatschap van de Dáil is open voor burgers van 18 jaar en ouder. Een lid van de Dáil staat bekend als een Teachta Dála (TD). De Grondwet bepaalt dat de zittende voorzitter, de Ceann Comhairle, automatisch herkozen is. Hij geldt niet als verkozene voor de partij waarvan hij lid is. De verdeling over de partijen bij de laatste verkiezingen was:
|                 |              | Partijen | Partijen      | Partijen |    |
| --------------- | ------------ | -------- | ------------- | -------- | -- |
| Fianna Fáil     | Fine Gael    | Labour   | onafhankelijk |          |    |
| Ierse Republiek | 1e Dáil 1918 |          |               |          |    |
| Ierse Republiek | 2e Dáil 1921 |          |               |          |    |
| Ierse Republiek | 3e Dáil 1922 |          |               |          |    |
| Ierse Vrijstaat | 4e Dáil 1923 |          |               |          |    |
| Ierse Vrijstaat | 5e Dáil1927  | 44       | 47            | 22       |    |
| Ierse Vrijstaat | 6e Dáil1927  | 57       | 62            | 13       |    |
| Ierse Vrijstaat | 7e Dáil1932  | 72       | 57            | 7        | 14 |
| Ierse Vrijstaat | 8e Dáil1933  | 77       |               | 8        | 9  |
| Ierse Vrijstaat | 9e Dáil1937  | 69       | 48            | 13       | 8  |

| partij                            | 1951 | 1951 | 1954 | 1954 | 1957 | 1957 | 1961 | 1961 | 1965 | 1965 | 1969 | 1969 | 1973 | 1973 | 1977 | 1981 | 1982 | 1982 (2) | 1987 | 1989 | 1992 | 1997 | 2002 | 2007 | 2011 | 2016 | 2020 |
| --------------------------------- | ---- | ---- | ---- | ---- | ---- | ---- | ---- | ---- | ---- | ---- | ---- | ---- | ---- | ---- | ---- | ---- | ---- | -------- | ---- | ---- | ---- | ---- | ---- | ---- | ---- | ---- | ---- |
| Fianna Fáil                       | 69   | ▲ 1  | 65   | ▼ 4  | 78   | ▲ 13 | 70   | ▼ 8  | 72   | ▲ 2  | 75   | ▲ 3  | 69   | ▼ 6  | 84   | 77   | 81   | 75       | 81   | 77   | 68   | 77   | 81   | 77   | 20   | 44   | 37   |
| Fine Gael                         | 40   | ▲ 9  | 50   | ▲ 10 | 40   | ▼ 10 | 47   | ▲ 7  | 47   |      | 50   | ▲ 3  | 54   | ▲ 4  | 43   | 63   | 63   | 70       | 50   | 55   | 45   | 54   | 31   | 51   | 76   | 50   | 35   |
| Labour Party                      | 16   | ▼ 3  | 19   | ▲ 2  | 12   | ▼ 7  | 22   | ▲ 10 | 22   |      | 18   | ▼ 4  | 19   | ▲ 1  | 17   | 15   | 15   | 16       | 12   | 15   | 33   | 16   | 20   | 20   | 37   | 7    | 6    |
| Green Party                       |      |      |      |      |      |      |      |      |      |      |      |      |      |      |      |      |      |          | 0    | 1    | 1    | 2    | 6    | 6    | 0    | 2    | 12   |
| Sinn Féin                         | 0    |      | 0    |      | 4    | ▲ 4  | 0    | ▼ 4  | 0    |      | 0    |      | 0    |      | 0    | 1    | 0    | 0        | 0    | 0    | 0    | 1    | 5    | 4    | 14   | 23   | 37   |
| Social Democrats                  |      |      |      |      |      |      |      |      |      |      |      |      |      |      |      |      |      |          |      |      |      |      | -    | -    | -    | 3    | 6    |
| Solidarity - People Before Profit |      |      |      |      |      |      |      |      |      |      |      |      |      |      |      |      |      |          |      |      |      |      | -    | -    | -    | 6    | 5    |
| I4C                               |      |      |      |      |      |      |      |      |      |      |      |      |      |      |      |      |      |          |      |      |      |      | -    | -    | -    | 4    | 1    |
| Aontú                             |      |      |      |      |      |      |      |      |      |      |      |      |      |      |      |      |      |          |      |      |      |      | -    | -    | -    | -    | 1    |
| onafhankelijk                     |      |      |      |      |      |      |      |      | 2    |      | 1    |      |      |      |      |      |      |          |      |      |      |      | 14   | 5    | 15   | 19   | 19   |
| United Left Alliance*             |      |      |      |      |      |      |      |      |      |      |      |      |      |      |      |      |      |          |      |      |      |      | -    | -    | 5    | -    | -    |
| Socialist Party                   |      |      |      |      |      |      |      |      |      |      |      |      |      |      |      |      |      |          |      |      |      | 1    | 1    | 0    | -    | -    | -    |
| Progressive Democrats             |      |      |      |      |      |      |      |      |      |      |      |      |      |      |      |      |      |          | 14   |      | 10   | 4    | 8    | 2    | -    | -    | -    |
| Ceann Comhairle                   |      |      |      |      |      |      |      |      |      |      |      |      |      |      |      |      |      |          |      |      |      |      | 1    | 1    | 1    | 1    | 1    |
| zetels                            | 147  |      | 147  |      | 147  |      | 144  |      | 144  |      | 144  |      | 144  |      | 148  | 166  | 166  | 166      | 166  | 166  | 166  | 166  | 166  | 166  | 166  | 158  | 160  |